# U650
Universal 650 (U650) este cel mai cunoscut tractor fabricat în România de către Uzina Tractorul Brașov (UTB). 
Fiind un tractor de putere mijlocie, echipat cu motor Diesel de 47,8 kW (65 CP) la 1800 rot/min.,cu un litraj de 4,8 litri cu 4 cilindri in linie, cu injecţie directă şi pornire electrică. Domeniul larg de utilizare a tractorului este asigurat de priza de putere independentă sau sincronă şi de gama mare de viteze realizate prin cutia de viteze cu 5+1 trepte, dublate prin intermediul unui reductor. 
Efortul depus de tractorist este minim, datorită servomecanismului hidraulic al direcţiei. Pentru acţionarea maşinilor agricole tractorul este echipat cu instalaţie hidraulică cu mecanism monobloc, cu reglaj automat de forţă şi poziţie. 
Construcţia osiilor din faţă şi spate permite variaţia ecartamentului. Tractorul poate fi dotat cu punte faţă motoare (variantele U651 şi U650DT Super).
În anul 1996, grupul pakistanez GM Group a înființat compania GM Tractors, cunoscută astăzi sub numele de Universal Tractors Pakistan. În același an, aceștia au achiziționat de la Uzina Tractorul Brașov licența pentru producerea modelului Universal în Pakistan.

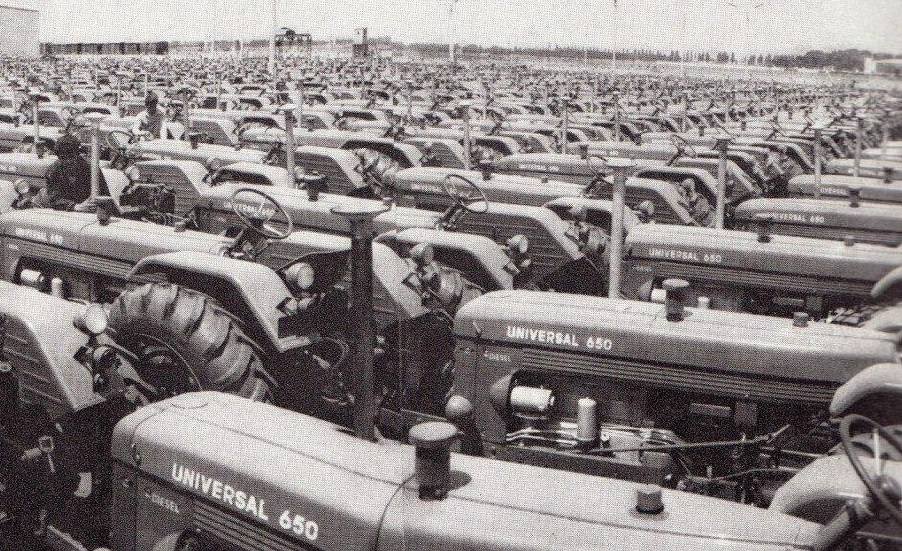
Tractoare Universal 650